# Okadaiidae
Okadaiidae zijn een familie van weekdieren uit de klasse van de Gastropoda (slakken).

## Geslacht
- Vayssierea Risbec, 1928